# GIRL NEXT DOOR (アルバム)
『GIRL NEXT DOOR』（ガール・ネクスト・ドア）は、日本の音楽ユニット・GIRL NEXT DOORが2008年12月24日にavex traxから発売した1枚目のオリジナルアルバムである。

## 内容
クリスマス・イヴに発売された、初のオリジナルアルバム。
セルフタイトルが冠され、全収録曲にタイアップが付いた。また一部楽曲では生のストリングスを取り入れている。
ジャケットが異なるCD+DVD規格とCD規格の2形態で発売され、CD+DVD規格のDVDには既発シングルの表題曲と今作のリード曲「Winter Game」のミュージック・ビデオが収録された。
オリコンチャート初登場3位を獲得。アルバムとしては初のトップ3入りを果たした。

## 収録曲
| #         | タイトル                    | 作詞             | 作曲           | 編曲                      | ストリングスアレンジ | 時間  |
| --------- | --------------------------- | ---------------- | -------------- | ------------------------- | -------------------- | ----- |
| 1.        | 「Winter Game」             | 千紗 & Kenn Kato | 鈴木大輔       | GIRL NEXT DOOR & 石塚知生 |                      | 4:18  |
| 2.        | 「Drive away」              | 千紗 & Kenn Kato | 鈴木大輔       | GIRL NEXT DOOR & 石塚知生 |                      | 4:11  |
| 3.        | 「Power of love」           | 千紗 & Kenn Kato | 鈴木大輔       | GIRL NEXT DOOR & 石塚知生 |                      | 5:25  |
| 4.        | 「幸福の条件」              | 千紗 & Kenn Kato | 鈴木大輔       | GIRL NEXT DOOR & 石塚知生 |                      | 3:51  |
| 5.        | 「WINTER MIRAGE」           | 千紗 & Kenn Kato | 鈴木大輔       | GIRL NEXT DOOR            | 村山達哉             | 6:26  |
| 6.        | 「情熱の代償」              | 千紗 & Kenn Kato | 鈴木大輔       | GIRL NEXT DOOR & 石塚知生 |                      | 4:35  |
| 7.        | 「Fine after rain」         | 千紗 & Kenn Kato | 鈴木大輔       | GIRL NEXT DOOR & 石塚知生 |                      | 4:17  |
| 8.        | 「Breath」                  | 千紗 & Kenn Kato | 鈴木大輔       | GIRL NEXT DOOR & 石塚知生 |                      | 5:03  |
| 9.        | 「Day's…」                  |                  | GIRL NEXT DOOR | GIRL NEXT DOOR            |                      | 2:17  |
| 10.       | 「ESCAPE (Album Edit)」     | 千紗 & Kenn Kato | 鈴木大輔       | GIRL NEXT DOOR & 石塚知生 | 村山達哉             | 4:44  |
| 11.       | 「Winter Garden」           | 千紗 & Kenn Kato | 鈴木大輔       | GIRL NEXT DOOR & 石塚知生 |                      | 5:02  |
| 12.       | 「Climber's high」          | 千紗 & Kenn Kato | 鈴木大輔       | GIRL NEXT DOOR & 石塚知生 |                      | 4:21  |
| 13.       | 「NEXT DOOR」               |                  | 鈴木大輔       | GIRL NEXT DOOR            | GIRL NEXT DOOR       | 1:28  |
| 14.       | 「偶然の確率 (Album Edit)」 | 千紗 & Kenn Kato | 鈴木大輔       | GIRL NEXT DOOR & 石塚知生 |                      | 4:44  |
| 合計時間: | 合計時間:                   | 合計時間:        | 合計時間:      | 合計時間:                 | 合計時間:            | 60:42 |

### 解説
1. Winter Game
今作のリード曲。ミュージック・ビデオはアメリカ合衆国のカリフォルニア州ロサンゼルスにて撮影された[3][4]。
2. Drive away
両A面からなる、2ndシングルの表題1曲目。
3. Power of love
4. 幸福の条件
両A面からなる、2ndシングルの表題2曲目。
5. WINTER MIRAGE
6. 情熱の代償
両A面からなる、3rdシングルの表題1曲目。
7. Fine after rain
8. Breath
1stシングルのカップリング1曲目。
9. Day's…
インストゥルメンタル。
10. ESCAPE (Album Edit)
両A面からなる、3rdシングルの表題2曲目のアルバムバージョン。
11. Winter Garden
12. Climber's high
13. NEXT DOOR
インストゥルメンタル。タイトルはオフィシャルファンクラブの名称でもある[5]。
14. 偶然の確率 (Album Edit)
1stシングルの表題曲のアルバムバージョン。

## 参加ミュージシャン
GIRL NEXT DOOR
- 千紗：Vocal
- 鈴木大輔：Keyboards
- 井上裕治：Guitar

Support Musician
- 徳永友美ストリングス：Strings (#5)
- 村山/桐山ストリングス：Strings (#10)
- 小池弘之ストリングス：Strings (#13)

## タイアップ
- フジテレビ系列バラエティ番組『ウチくる!?』エンディングテーマ (#1)
- トヨタグループ『トヨタテクニカルディベロップメント』CMソング (#2)
- 東京タワー開業50周年記念テーマソング (#3)
- TBS系列情報バラエティ番組『王様のブランチ』2008年10,11月度エンディングテーマ (#4)
- 日本テレビ系ドラマ『HEROES』シーズン2主題歌 (#5)
- テレビ朝日系列金曜9時枠連続ドラマ『ギラギラ』主題歌 (#6)
- 日本テレビ系列報道番組『NNN Newsリアルタイム』テーマソング (#7)
- TBS系列情報バラエティ番組『噂の!東京マガジン』エンディングテーマ (#8)
- 日本テレビ系列報道番組『NNNストレイトニュース』テーマソング (#9)
- 東芝製携帯電話『W65T』CMソング (#10)
- TBS系列情報バラエティ番組『ランク王国』2008年12月、2009年1月度エンディングテーマ (#11)
- 日本テレビ系列バラエティ番組『ぐるぐるナインティナイン』エンディングテーマ (#12)
- TOKYO FM音楽トークバラエティ番組『赤坂泰彦のディア・フレンズ』エンディングテーマ (#13)
- TOKYO MX系音楽番組『Break Point!』2008年9月度オープニングテーマ (#14)
- TBS系列音楽番組『COUNT DOWN TV』2008年8月度オープニングテーマ (#14)
- TBS系列バラエティ番組『あらびき団』2008年8,9月度エンディングテーマ (#14)
- TBS系列情報バラエティ番組『王様のブランチ』2008年8,9月度エンディングテーマ (#14)